# ESD Italia
ESD Italia è una centrale d'acquisto italiana che raggruppa i marchi Selex, Acqua & Sapone, Agorà Network, Aspiag Service e Sun. È un gruppo della grande distribuzione organizzata.
Fa parte della centrale d'acquisto a livello europeo European Marketing Distribution (EMD).

## Storia
La centrale è stata fondata nel 2001 dal ragioniere Riccardo Francioni, che rappresentava il gruppo Selex, e da Giuseppe Caprotti che rappresentava Esselunga.
All'epoca la centrale si chiamava Esselunga-Selex Distribuzione srl. Il nome è poi stato tramutato in Efficienza e Servizi per la Distribuzione.
Nel 2003 la centrale gestiva un fatturato pari a 4,4 miliardi di €. 
Nel 2004 era la terza centrale italiana, dietro a Coop ed Intermedia (Auchan, Pam, Sun, Bennet e Lombardini) con il 17,01 % di quota di mercato.
Nel 2005 il fatturato è stato di 13,5 milioni di euro, la rete di vendita conta 3,566 unità.
ESD Italia, nel corso del 2008, è stata al quinto posto tra le centrali di acquisto a largo consumo, con una quota di mercato del 14,2% (Super+Iper+Superette+Discount, fonte Nielsen, dato al 1º gennaio 2008).
Presente su tutto il territorio italiano, è la prima in Lombardia, Veneto, Trentino-Alto Adige e Puglia, la seconda in Piemonte, Toscana, Molise e Basilicata.
Dal 1º gennaio 2008 Agorà network è uscita dalla centrale ESD per confluire nella centrale GD Plus con Carrefour e Finiper.
A metà giugno 2008 Esselunga, pur sottolineando la propria soddisfazione verso i partner Selex e Acqua & Sapone, annuncia la sua uscita dalla centrale ESD e dalla centrale EMD, con decorrenza dal 1º gennaio 2009.